# Hanmer (Royaume-Uni)
Pour les articles homonymes, voir Hanmer.
Hanmer est un village et une communauté du borough de comté de Wrexham, au pays de Galles.

## Géographie
Hanmer est situé dans le sud-est du borough de comté de Wrexham, dans la région historique du Maelor Saesneg. Les villes les plus proches sont dans le Shropshire, de l'autre côté de la frontière anglaise : Ellesmere à 10 km au sud-ouest et Whitchurch à 11 km à l'est.
La communauté de Hanmer comprend aussi les villages et hameaux de Horseman's Green (en), Halghton (en) et Arowry (en).

## Démographie
Au recensement de 2011, la communauté de Hanmer comptait 665 habitants.